# II. Abdul-Medzsid oszmán kalifa
II. Abdul-Medzsid (Isztambul, 1868. május 29. – Párizs, 1944. augusztus 23.), az utolsó oszmán kalifa, VI. Mehmed unokatestvére, egyben a szunnita iszlám utolsó kalifája 1922. november 19-e és 1924. március 3-a között.
Az isztambuli Dolmabahçe  palotában született, mint Abdul-Aziz szultán fia. 1918. július 4-én unokabátyja, VI. Mehmed szultán, Abdul Medzsid pedig trónörökös herceg lett. Miután november 1-jén bátyját letették a trónról, az ankarai Török Nemzetgyűlés kalifává választotta. 1922. november 19-én elfoglalta kalifai (de nem szultáni) trónját Isztambulban. Két évvel később, 1924. március 3-án megfosztották  a kalifaságtól, és családjával együtt száműzték Törökországból.
Tehetséges festő volt, Beethovenről, Goethéről és I. Szelimről készített festményei 1918-ban a Bécsi Kiállításon láthatóak voltak.
Négy házasságot kötött:
- 1896. december 23. – H. H. Shahsuvar Bash Kadin Effendivel, ebből a házasságból született egy fiuk: Shehzade Ömer Faruk Efendi herceg
- 1902. június 18. – Hair un-nisa Kadin Effendivel
- 1912. április 16. – H. H. Atiya Mihisti Kadin Effendivel, lányuk: Hadice Hayriye Ayshe Dürrühsehvar hercegnő
- 1921. március 21. – Bihruz Kadin Effendivel

Párizsban, Franciaországban halt meg. Medinában, Szaúd-Arábiában temették el.